# Carlos Zúñiga
Carlos Zúñiga fue un político peruano. 
Fue elegido diputado suplente por la provincia de Chumbivilcas en 1895, luego de la Guerra civil de 1894 durante los gobiernos de Manuel Candamo, Nicolás de Piérola y Eduardo López de Romaña en el inicio de la República Aristocrática.